# 城南海
城 南海（きずき みなみ、1989年〈平成元年〉12月26日 - ）は、日本のシンガーソングライター。鹿児島県名瀬市出身。本名同じ。
2009年（平成21年）1月7日に「アイツムギ」でデビュー。元ちとせ、中孝介、カサリンチュ、我那覇美奈らと同じく鹿児島県の奄美大島出身で、THEカラオケ★バトルで番組初の10冠を達成するなど歌唱力に定評があり、オリジナル曲のほかに様々なジャンルの曲をカバーしている。奄美民謡に特有のこぶしであるグインを活かして歌うが、グインありきではなく曲に合わせた活かし方をしている。
自ら作詞と作曲した楽曲も発表しており、2014年（平成26年）にNHK『J-MELO』のエンディングテーマの作詞と作曲、2018年（平成30年）にNHK大河ドラマ『西郷どん』の大河紀行と挿入歌の作詞を担当し、2020年（令和2年）9月に公開されたディズニー映画の実写版『ムーラン』における日本版の主題歌「リフレクション」を作詞して歌唱した。
FMラジオ局でラジオパーソナリティも担当。

## 略歴
1989年（平成元年）に鹿児島県奄美大島で生まれる。当初は「南」と命名されるはずだったが、姓も一文字なので釣り合いを考えて二文字にしようと考え、南の海のように大らかで広い気持ちの子になるようにとの思いで名付けられた。
2歳から当時住んでいた家の近くにあったピアノ教室でピアノを習いはじめる。自身が奏でるピアノの調べ、父親の聴くクラシック音楽、時折ラジオのFM放送から流れるシマ唄がすり込まれていき、後に奄美三味線を弾きピアノで弾き語りもする歌手としての基礎となる。13歳のときには徳之島に一時移り住む。14歳の時に鹿児島市に移り住んでから、高校生になると兄の影響で三線とシマ唄を始め、「私も行く」と兄に付いて行き天文館の居酒屋でよく歌っていた。
鹿児島県立松陽高等学校音楽科在学中の2006年（平成18年）、市内の天文館中央公園で奄美のシマ唄の路上ライブ中に、スーツを着た2人組の男がポニーキャニオンミュージックの名刺を置いていきスカウトされたことで上京。2007年（平成19年）7月25日には第35回・MBC夏祭りに出演し、2008年（平成20年）11月27日にはKTS鹿児島テレビがデビューまでを追った特別番組『城南海〜女性シンガー デビューへの軌跡〜』を放送し、放送後には城について番組に問い合わせが殺到。
2009年（平成21年）1月5日に『ちちんぷいぷい』でテレビ初出演し、デビューシングルの「アイツムギ」を歌唱。「アイツムギ」は、MBS毎日放送の1月の「おいしいうた」として、「MBSサウンドキングダム」や『ちちんぷいぷい』などラジオとテレビで流れた。1月7日に「夜空ノムコウ」を手がけた川村結花作詞・作曲のシングル「アイツムギ」でデビュー。5月1日放送の昼ドラ『エゴイスト 〜egoist〜』で、ドラマ初出演。9月14日にTBSラジオ「Kakiiin」の「Kakiiin Music Factory」で、リスナーから募集した写真とエピソードをもとに城南海が初めて作詞と作曲した楽曲「虹」を歌唱した。「虹」は、10月1日からTBSラジオモバイルサイト、レコチョク、music.jp、@ポニーキャニオンで期間限定配信され、2019年（平成31年）4月13日に自身のラジオ番組「アイランドホームpresents♪ 城南海のAiRadio!」で流された。
デビュー後、東京未来大学で学びながら音楽活動を続ける。アイルランド音楽やケルト音楽に惹かれ、アイルランドと奄美の音楽の共通点について卒業論文をまとめた。
2010年（平成22年）6月、ニューヨークのJAPAN DAY及び上海国際博覧会「日本館SPECIAL LIVE 〜可愛的和平〜」で歌唱。2011年（平成23年）3月13日に国際交流基金主催の「心連心コンサート」南京公演に amin（巫慧敏）、河口恭吾と共に出演。直前に発生した東日本大震災の影響を受け、その後の4個所での公演は延期となり、出演できなかったが、9月23日に上海外国語大学松江キャンパスで行われた「上海ジャパンウィーク2011」でソロコンサートを行った。
2011年（平成23年）7月1日にオフィシャルファンクラブ南海人（）が発足。
2013年（平成25年）2月から3月にNHK『みんなのうた』で「夢待列車」が放送され、友と違う場所への旅立ちを歌った合唱曲であることが卒業式に合うと、卒業式で使用する学校も現れる。同年7月12日に西麻布のライブハウスで行われたライブで、スティーブ エトウが下の名前を並べたことで結成された奄美出身の我那覇美奈、牧岡奈美と共に臨時ユニット「みなみなみなみ」を結成し、その後も奄美関連のライブやラジオ番組で3人で島唄などを歌う。2013年（平成25年）10月から『徳光和夫の名曲にっぽん 昭和歌謡人』で徳光和夫とともに半年間MCを務めた。
2014年（平成26年）1月から2017年（平成29年）3月まで東京都江東区のレインボータウンFM『Emotional Beat』で「城南海のMUSIC AIRPORT」を毎月第3土曜日に、2017年（平成29年）4月から「城南海のミュージックデリバリー」を放送し、SimulRadioとListenRadioで同時配信。ほかにエフエムたつごう、エフエムせとうち、徳之島ミニFMなど28局がネット放送され、映像はかつてUstreamで、2018年（平成30年）12月からはYouTubeで同時配信している。
テレビ東京系『THEカラオケ★バトル』「歌の異種格闘技戦」では、2014年（平成26年）7月9日に奄美民謡代表で優勝し、7月23日「国民的アイドルスペシャル」で準優勝、8月20日「芸能界チーム対抗メドレーバトル」で中孝介、我那覇美奈とチーム奄美大島で優勝。その後、個人優勝を重ね、2016年（平成28年）6月1日に番組史上初めて10冠となり『THEカラオケ★バトルの絶対女王と称される。番組で歌ったカバー曲のCD化希望が多く、2015年（平成27年）1月21日に初のカバー・アルバム『サクラナガシ』、2015年（平成27年）6月17日にカバーアルバム2作目『ミナミカゼ』が発売された。番組内で100点を3回出しているが、高得点に加えて心に響く歌声が好評で大人のファンも多く、様々なジャンルの曲を彼女の歌声で聴きたいという声も上がる程であった。
2014年（平成26年）に、韓国ドラマ『馬医』の音楽を松井五郎の日本語詞、馬飼野康二の編曲でカバーし、同年7月16日にテーマソング「いのちの橋」、8月20日にエンディングテーマ「ただ一つ」、9月17日に挿入歌「悲しくても」と3か月連続で配信リリースした。
同年12月17日にNHKワールドTV、NHK BSプレミアムの『J-MELO』のエンディングテーマ曲「祈りうた〜トウトガナシ〜」を奄美方言で作詞・作曲、配信リリース。J-MELOでは、2014年（平成26年）12月から2015年（平成27年）3月にかけてエンディングテーマとして採用された。
2015年（平成27年）7月12日からフジテレビ系『ザ・ノンフィクション』エンディングテーマ曲「サンサーラ」の歌唱を担当し、7月31日に配信。アルバム『尊々加那志〜トウトガナシ〜』に収録の「月と月」が、10月7日から『水曜ミステリー9』のエンディングテーマとなった。
同年5月8日と10月23日にフジテレビ系『爆笑そっくりものまね紅白歌合戦スペシャル』でMisia、田村直美などをものまねし、12月11日のフジテレビ系『第5回・ものまね王座決定戦』で浜崎あゆみ、Superfly、元ちとせのものまねを披露し優勝。
2016年（平成28年）8月に新橋演舞場で宮本亜門演出、尾上松也、瀧本美織主演のミュージカル・狸御殿に出演し、狸の森を守る白木蓮（しろもくれん）を演じた。初めてのファンクラブツアーを9月に奄美大島2泊3日で、2017年（平成29年）7月に2回目、2018年（平成30年）4月に3回目、2019年（平成31年）1月に4回目、2020年（令和2年）1月に5回目、それぞれ開催した。2016年（平成28年）11月16日に、4作目のオリジナル・アルバム『月下美人』を発売し、奄美大島の海岸で撮られた写真がジャケットとなった。
東京拠点のレインボータウンFMに次いで2017年（平成29年）4月からはパーソナリティ2局目となるエフエム鹿児島で、「アイランドホームpresents♪ 城南海のAiRadio!」を担当している。2018年（平成30年）4月からスポンサーであるアイランドホームの鹿児島県内で放送されるテレビCMにも出演している。4月28日に明治神宮野球場のヤクルトvs巨人戦で初めて国歌独唱した。7月16日に奄美大島開運酒造の黒糖焼酎「れんと」に「あなたに逢えてよかった」を聴かせて音響熟成させた商品を発売し、2019年（平成31年）1月27日に城南海の全ての曲を聴かせて熟成させた新しいラベルのボトルを追加発売した。2017年（平成29年）7月19日にシングル「あなたに逢えてよかった」を発売した。11月22日に発売したカバー・アルバム「ユキマチヅキ」は、Twitterでファンから収録曲を募集して冬の名曲を選曲。Special Trackのオリジナル曲「サヨナラよりも伝えたかったこと」は、2017年（平成29年）10月から2018年（平成30年）3月に放送されたBSジャパンの池波正太郎時代劇「光と影」で主題歌に採用された。
2018年（平成30年）2月、国際交流基金における日本語パートナーズ派遣事業の一環としてフィリピンのマニラを訪問し、日本語パートナーズが派遣されている学校の大学生や高校生と交流した。4月6日に奄美大島の奄美署で一日警察署長を務めた。5月13日放送回からのNHK大河ドラマ『西郷どん』では、第18回からの挿入歌とエンディングの大河紀行「西郷どん紀行～奄美大島・沖永良部島編～」の音楽で、作詞と歌唱を担う。歌詞は奄美大島で西郷が過ごした龍郷地域の方言で作られ、作曲はドラマの音楽全体を担当する富貴晴美、演奏はジャズピアニストの山下洋輔が担当し、これらの曲を収録したシングルCDを6月20日にリリース。6月30日から全国ツアー・ウタアシビ2018夏の会場限定で初のMusic Clip集を発売し、のちに数量限定で通信販売した。Music Clip集は、これまでの全17曲のMusic Clipに加えて書き下ろし新曲「ひとつになれたなら」を収録。12月1日から全国ツアー・ウタアシビ2018冬の会場限定で、新曲「遠い約束」「一輪の花」「心の唄」を収録する初セルフプロデュース作品の新作CD「遠い約束」を販売した。
2019年（平成31年）1月27日に、奄美文化センターで10周年記念ふるさとコンサートを催し、奄美警察署から安全安心大使に任命された。同年5月8日に、ファンからのリクエストをもとにデビュー10周年を記念したオリジナル曲とカバー曲からなるベスト・アルバムを発売。自身の音楽を確立するため、洋楽カバーライブツアーやクラシカルコンサートを催し、7月に洋楽のカバーライブ「ウラアシビ～10th Anniversary～」ツアーを開催したほか、同年9月から2022年（令和4年）まで、1966カルテットとクラシカルコンサートを毎年行う。
2019年（令和元年）10月6日、桜島でTHE GREAT SATSUMANIAN HESTIVAL に出演し、クロージング・アクトを務めた。同年10月16日からテレビ東京系ドラマ「特命刑事 カクホの女2」の主題歌「ONE」を各配信サイトで配信開始。12月18日に5作目のオリジナル・アルバム『one』発売。
2020年（令和2年）7月20日に、公私ともに仲が良い松本俊明とジョイントして、新型コロナウイルス感染症流行のために初めて無観客生配信でコンサート「Together with Friends ～松本俊明&城南海～vol.1」を行い、作詞を城南海、作曲を松本俊明が行った新曲「君だけのメロディー」を歌い、松本俊明作の短編小説の朗読も披露した。同年12月10日に、2回目の無観客生配信「Together with Friends ～松本俊明&城南海～vol.2」を実施。新型コロナウイルス感染症流行の影響によりDisney+で9月に公開されたディズニー映画の実写版『ムーラン』の日本版では、主題歌「リフレクション」の作詞を担当し歌唱。10月7日に、Twitterの城南海 staff officialアカウントが城南海アカウントに統合。10月9日、NHK BS8Kの新たなファミリー層向け音楽番組「忍たま乱太郎と行こう!にっぽん宇宙旅」のために作られたダンス楽曲「COSMIC DANCE ～‶Encounter in Space″Dance MIX～」及びBS4K/BS8K「コズミックフロント☆ヒーリング」とNHK BSプレミアム/BS4K「コズミックフロント☆NEXT」で放送中の壮大な楽曲『Encounter in Space ‶THE EARTH″』を収録した配信シングルをリリース。12月2日、NHKラジオ第1「ラジオ深夜便」の「深夜便のうた」コーナーで2020年（令和2年）12月～2021年（令和3年）1月に放送され作詞と作曲を森山直太朗が行った「産声」が配信リリース。
2020年（令和2年）にディズニーの実写版映画「ムーラン」日本版の主題歌「リフレクション」を訳詞して歌唱し、2021年（令和3年）に初の洋楽カバーや、NHKのテレビとラジオで採用された曲を含む10枚目のアルバム『Reflections』を発売した。
2021年（令和3年）1月27日に、映画音楽のカバー曲とオリジナル曲を含めた10作目のアルバム『Reflections』がリリース。同年11月、テレビ東京の乳幼児向け番組「シナぷしゅ」の11月のうたを担当し、「みなみのしまのあそびうた」を作詞・作曲し、歌唱。
2022年（令和4年）9月23日、ピアニストであり作曲・編曲家の扇谷研人が新たにプロデュースしたソロユニット、「kento ohgiya Unknown Colors」の第1弾シングルにボーカルで参加した“destination 78”をリリース。
2023年（令和5年）3月にポニーキャニオンからテイチクエンタテインメントへのレーベル移籍を発表し、2023年（令和5年）6月中旬に「LIFE and MUSIC」のレーベルサイトを開設、2024年（令和6年）1月にはデビュー15周年記念アルバム「爛漫」をリリース。その後、愛をテーマにした三部作を配信リリースした。
同年7月19日に、移籍後初の新曲「柔らかな檻」を、9月20日に「あなたへ」を、12月13日に「愛の名前」をリリース。
2024年（令和6年）1月24日に敬愛する笹川美和の曲をリード曲とするデビュー15周年記念アルバム「爛漫」をリリース。
2024年（令和6年）10月7日、公益社団法人日本作曲家協会音楽祭・奨励賞を受賞した。
2025年（令和7年）6月29日、イギリスで開催される世界最大規模の野外フェスのグラストンベリー・フェスティバルにおいて、ドラマーであるユセフ・デイズ（英語: Yussef Dayes）の舞台にゲスト歌手として和服を纏い三味線を手に出演した。2人はかねてからSNS上で交流があり、日本で開催されるフェスのフジロックフェスティバル、GREENROOM FESTIVALや2025年1月にYouTubeで公開されたセッション映像「Yussef Dayes In Japan」でも共演していた。
2010年（平成22年）1月11日より奄美大島、2010年（平成22年）より徳之島、2015年（平成27年）11月15日より大和村、2016年（平成28年）5月1日より瀬戸内町の観光大使、2014年（平成26年）より奄美市公式マスコットキャラクターであるコクトくんの応援隊長を務める。2018年（平成30年）から、奄美大島の世界自然遺産登録を目指す「唄島プロジェクト」に参加。

## 人物
趣味はアクセサリー作り、映画鑑賞、絵画などで、好物はカボチャ、肉料理、カレーライスなどである。描いた絵画がファンクラブグッズで活かされ、2021年（令和3年）1月に、ファンクラブ会員の作成した読札に合わせて絵札を全て描いた「みなみかるた」を作成した。
奄美のシマ唄やルーツを大切にしながら、自分なりの創造を行い、世界に発信することを目指している。言葉を伝えることを大事にして、美しい日本語を受け継いで守り、伝えていくことを自分の使命と考えている。自らの歌を通じて、奄美を日本中さらには世界に広めたいと考えている。城南海を知ってから、奄美に大きな興味を持つ人も少なくない。

## エピソード
「ウタアシビ」と呼ぶライブを中心に活動しており、ディナーショーも行ったり豪華客船クルーズで歌唱したりテレビやラジオにも出演しているが、奄美の郷友会のイベントや企業のイベントに呼ばれて出演することもある。
同じ鹿児島県出身である歌手の西田あいとは、深く信頼を寄せ合うほど仲が良く、歳の離れた兄がいる南海は末っ子な性格で甘えん坊でおっとりとした可愛い妹のようだという印象を、西田は持っている。

## 作品

### アルバム
- 加那 -イトシキヒトヨ-（2009年8月19日発売。PCCA-03733（DVD付）、PCCA-03734）
  1. 太陽とかくれんぼ （作詞・作曲・編曲：Miho Hatori）
  2. アイツムギ （作詞・作曲：川村結花／編曲：上杉洋史）
  3. 四季ウタカタ （作詞・作曲：成山剛／編曲：山内憲介）
  4. 蛍恋 （作詞・作曲・編曲：O-live）
  5. 誰カノタメニ （作詞：前田たかひろ／作曲・編曲：長瀬弘樹）
    - 東海テレビ・フジテレビ系連続ドラマ『エゴイスト 〜egoist〜』主題歌（2009年4 - 5月放送）

  6. 紅 （作詞：城南海／曲：アイルランド民謡／編曲：武部聡志）
  7. 白い月 （作詞：前田たかひろ／作曲：浅野実希／編曲：O-live）
    - 映画『月と嘘と殺人』主題歌
    - 日本テレビ系『音楽戦士 MUSIC FIGHTER』8月POWER PLAY

  8. 月とペンギン （作詞：前田たかひろ／作曲：GARDEN／編曲：山崎淳）
  9. Sunrise （作詞・作曲：益子史枝／編曲：益子樹）
  10. あさな ゆうな （作詞：川村真澄／作曲：Gajin／編曲：佐久間誠）
    - NHK『みんなのうた』（2009年8 - 9月放送・2020年8月再放送）

  11. つばさ （作詞・作曲・編曲：O-live）
  12. ココロのフィルム （作詞：chihiRo／作曲・編曲：kubota）
  13. 光（album mix） （作詞：宇治田愛／作曲：I's CUBE／編曲：松村ゆうじ）
- 綾蝶 〜アヤハブラ〜（2014年2月26日発売。PCCA-03998）
  1. ずっとずっと （作詞・作曲：望月衛介／編曲：岡田光司）
    - ACジャパン「国境なき医師団」支援キャンペーンCMソング

  2. チョネジア 〜天崖至睋[注釈 10]〜 （作詞・作曲：イム・セヒョン／日本語詞：松井五郎／編曲：馬飼野康二）
    - 韓国MBC・NHK連続ドラマ『トンイ』挿入歌の日本語カバー

  3. 童神 〜私の宝物〜 （作詞：古謝美佐子／作曲：佐原一哉／編曲：Sin）
    - NHKドラマ『八日目の蝉』主題歌

  4. ウタゴエ （作詞・作曲：小倉しんこう／編曲：イケガミキヨシ）
    - WOWOW開局20周年記念 松本零士『オズマ』エンディングテーマ

  5. Silence （作詞・作曲：河野丈洋）
    - NHKBS時代劇『薄桜記』主題歌

  6. ルナ・レガーロ 〜月からの贈り物〜 （作詞：川村結花／作曲・編曲・プロデュース：武部聡志）
    - エンタテインメント&レストラン「ダイワハウス ルナ・レガーロ 〜月からの贈り物〜」イメージソング

  7. 小夜啼鳥 （作詞：夏蓮／作曲：川浦正大／編曲：久保田邦夫）
  8. 夢の地図 （作詞：川村真澄／作曲・編曲：安岡洋一郎）
    - アメリカ合衆国向け情報番組『FCIモーニングEYE』テーマソング

  9. 夢待列車 （作詞・作曲：川村結花／編曲：沢田完）
    - NHK『みんなのうた』（2013年2-3月放送、4-5月再放送）

  10. 兆し （作詞：一青窈／作曲・編曲・プロデュース：武部聡志）
  11. ハルカゼ （作詞：Mari-Joe／作曲・編曲：安岡洋一郎）
  12. 私大陸 （作詞：haru-A／作曲：宮島律子／編曲：久保田邦夫）
  13. ヒカリあれ （作詞・作曲：川村結花／編曲：ただすけ）
    - 理研産業補聴器センターテレビCM曲
- 尊々加那志 〜トウトガナシ〜（2015年11月4日発売。PCCA-04286） - 特記以外編曲：ただすけ
  1. 月と月 （作詞・作曲：Yu）
    - テレビ東京系『水曜ミステリー9』エンディング曲。

  2. 君だけがいない冬 （作詞・作曲：もりちよこ
  3. 一陽来復 （作詞・作曲：keito）
  4. アカツキ （作詞・作曲：川村結花）
  5. 約束 （作詞・作曲：waka.t）
  6. 祈りうた 〜トウトガナシ〜（アルバム・バージョン） （作詞・作曲：城南海／編曲：野崎良太）
    - NHKワールドTV『J-MELO』2014年12月-2015年3月エンディングテーマ。

  7. サンサーラ（アルバム・バージョン） （作詞・作曲：山口卓馬・書上奈朋子）
    - フジテレビ系『ザ・ノンフィクション』エンディング・テーマ曲。

  8. みじかくも美しく燃え （作詞：岩里祐穂／作曲：ただすけ）
  9. 恋 （作詞・作曲：相馬健太）
  10. 想いびと （作詞：岩里祐穂／作曲：吉俣良）
  11. 月の砂漠 （作詞：もりちよこ／作曲：ユ・ヘジュン
    - 映画『つむぐもの』（2016年）主題歌[79]。

  12. アイゆえに （作詞・作曲：川村結花
- 月下美人（2016年11月16日発売。PCCA-04443） - 特記以外編曲：ただすけ
  1. 晩秋（作詞・作曲：笹川美和／編曲：松浦晃久）
  2. 夜の虹（作詞・作曲：Yu）
  3. 彼岸花 （作詞・作曲：川浦正大）
  4. 月下美人（作詞・作曲：笹川美和／編曲：松浦晃久）
  5. 七草の詩（作詞・作曲：城南海）
  6. 風人 〜かぜびと〜（作詞：井上トモノリ／作曲：Gajin
    - BSフジ『クイズ!脳ベルSHOW』エンディング曲。

  7. 夜の風（作詞：こじまいづみ／作曲：ただすけ）
  8. 恋し夢見し（作詞・作曲：宮島律子）
  9. 愛唄（作詞・作曲：冨永裕輔）
  10. いつか星になる（作詞：松井五郎／作曲：松本俊明／編曲：河野伸）
  11. アマミデンダ（作詞・作曲：Noah
  12. 祈りうた 〜トウトガナシ〜（標準語ver.）（作詞・作曲：城南海）
- one（2019年12月18日発売。PCCA-04877（特典DVD付）、PCCA-04878） - 全編曲：大島賢治
  1. クレムツ （作詞：河野丈洋／作曲：大島賢治）
  2. 行かないで （作詞・作曲：川村結花）
  3. ONE（作詞：宮原芽映／作曲：大島賢治）
    - テレビ東京系連続ドラマ『特命刑事 カクホの女2』主題歌（2019年10 - 12月放送）

  4. るるる （作詞：YOU／作曲：宮原康平）
  5. ボーンフィッシュ （作詞・作曲：富貴晴美）
  6. 東京（作詞：城南海／作曲：増本直樹）
  7. 恋雨 〜Len Rain〜 （作詞・作曲：辛島美登里）
  8. 追憶 （作詞：木下裕晴／作曲：増本直樹）
  9. タピオカ （作詞：辛島美登里／作曲：松本俊明）
  10. おやすみ （作詞：水政創史郎／作曲：藤井尚之）

### カバー・アルバム
- サクラナガシ（2015年1月21日発売。PCCA-04146。早期予約分は「アイツムギ2015」シングルCD付） - 全編曲：ただすけ
  1. 桜坂（作詞・作曲：福山雅治）（福山雅治のカバー）
  2. 奇跡を望むなら...（作詞・作曲：E-3）（JUJUのカバー）
  3. Time goes by（作詞・作曲：五十嵐充）（Every Little Thingのカバー）
  4. 三日月（作詞：絢香／作曲：西尾芳彦・絢香）（絢香のカバー）
  5. さらば恋人（作詞：北山修／作曲：筒美京平）（堺正章のカバー）
  6. 渡良瀬橋（作詞：森高千里／作曲：斉藤英夫）（森高千里のカバー）
  7. 瞳をとじて（作詞・作曲：平井堅）（平井堅のカバー）
  8. 桜色舞うころ（作詞・作曲：川江美奈子）（中島美嘉のカバー）
  9. 元気を出して（作詞・作曲：竹内まりや）（薬師丸ひろ子のカバー）
  10. OH MY LITTLE GIRL（作詞・作曲：尾崎豊）（尾崎豊のカバー）
  11. 糸（作詞・作曲：中島みゆき）（中島みゆきのカバー）
  12. 桜（作詞・作曲：河口京吾）（河口恭吾のカバー）
- ミナミカゼ（2015年6月17日発売。PCCA-04231。早期予約分は「童神 〜私の宝物〜 2015」シングルCD付） - 全編曲：ただすけ
  1. 渚（作詞・作曲：草野正宗）（スピッツのカバー）
  2. 少年時代（作詞：井上陽水／作曲：井上陽水・平井夏美）（井上陽水のカバー）
  3. たしかなこと（作詞・作曲：小田和正）（小田和正のカバー）
  4. 風になりたい（作詞・作曲：宮沢和史）（THE BOOMのカバー）
  5. 涙そうそう（作詞：森山良子／作曲：BEGIN）（夏川りみのカバー）
  6. ひこうき雲（作詞・作曲：荒井由実）（荒井由実のカバー）
  7. 青春の影（作詞・作曲：財津和夫）（チューリップのカバー）
  8. 流星群（作詞・作曲：鬼束ちひろ）（鬼束ちひろのカバー）
  9. オリビアを聴きながら（作詞・作曲：尾崎亜美（杏里のカバー）
  10. 思いがかさなるその前に…（作詞・作曲：平井堅）（平井堅のカバー）
  11. ハナミズキ（作詞：一青窈／作曲：マシコタツロウ）（一青窈のカバー）
  12. 夏の終わり（作詞：森山直太朗・御徒町凧／作曲：森山直太朗）（森山直太朗のカバー）
- ユキマチヅキ（2017年11月22日発売。PCCA-04593）
  1. ORION（作詞・作曲：百田留衣／編曲：堤博明）（中島美嘉のカバー）
  2. いい日旅立ち（作詞・作曲：谷村新司／編曲：荒幡亮平）（山口百恵のカバー）
  3. サボテンの花（作詞・作曲：財津和夫／編曲：大島賢治）（チューリップのカバー）
  4. Snow Crystal（作詞・作曲：藤井フミヤ／編曲：工藤拓人）（藤井フミヤのカバー）
  5. 12月の雨（作詞・作曲：荒井由実／編曲：堤博明）（荒井由実のカバー）
  6. 冬がはじまるよ（作詞・作曲：槇原敬之／編曲：大島賢治）（槇原敬之のカバー）
  7. Everything（作詞：MISIA／作曲：松本俊明／編曲：大島賢治）（MISIAのカバー）
  8. サイレント・イヴ（作詞・作曲：辛島美登里／編曲：荒幡亮平）（辛島美登里のカバー）
  9. なごり雪（作詞・作曲：伊勢正三／編曲：増本直樹・倉中保）（イルカのカバー）
  10. サヨナラよりも伝えたかったこと（作詞：小倉しんこう／作曲：金子麻友美／編曲：松浦晃久）→この曲はSpecial Trackであり、城南海オリジナル曲（BSジャパン火曜ドラマ「池波正太郎時代劇 光と影」（2017年10月〜）の主題歌）
- Reflections（2021年1月27日発売。PCCA-04994（初回限定DVD付）、PCCA-04995）（8.9.10.はオリジナル曲）
  1. リフレクション （作詞・作曲：David Zippel / Matthew Wilder／日本語詞：城南海
  2. Change the World （作詞・作曲：Gordon Scott Kennedy / Wayne Kirkpatrick / Tommy L.Sims／編曲：堤博明）
  3. カントリー・ロード（作詞・作曲：John Denver / Taffy Nivert /  Billl Danoff／編曲：堤博明／日本語詞：鈴木麻実子／補作：宮崎駿）
  4. Good-bye days（作詞・作曲：YUI／編曲：扇谷研人）
  5. Never Enough （作詞・作曲：Benj Pasek / Justin Paul／編曲：松浦晃久）
  6. 蘇州夜曲（作詞：西條八十／作曲：服部良一／編曲：松浦晃久）
  7. Over the Rainbow（作詞：E.Y.Harburg／作曲：Harold Arlen／編曲：扇谷研人）
  8. 君だけのメロディー （作詞：城南海／作曲・編曲：松本俊明）
  9. Encounter in Space "THE EARTH" （作詞・作曲・編曲：寺田志保）
  10. 産声 （作詞・作曲：森山直太朗／編曲：平井真美子）

### シングル
- アイツムギ（2009年1月7日発売。PCCA-70232）
  - デビューシングル。地元の鹿児島県ではチャート初登場1位になった[80]。

  1. アイツムギ
    - 作詞・作曲：川村結花／編曲：上杉洋史
    - エフエム鹿児島では同曲リリースから1か月前先行してパワープレイされた[81]。

  2. ピアノ
    - 作詞・作曲・編曲：O-live
    - テレビ朝日系列で放送の『おみやさん』第6シリーズの第8話から同番組の主題歌になったが、それが決定したのはデビュー前だった[82]。

  3. アイツムギ instrumental
- 誰カノタメニ／ワスレナグサ（2009年4月15日発売。PCCA-02890）
  1. 誰カノタメニ
    - 作詞：前田たかひろ／作曲・編曲：長瀬弘樹
    - 東海テレビ昼ドラマ『エゴイスト 〜egoist〜』主題歌

  2. ワスレナグサ
    - 作詞・作曲：宮島律子／編曲：久保田邦夫
    - 東海テレビ昼ドラマ『エゴイスト 〜egoist〜』挿入歌

  3. 光
    - 作詞：宇治田愛／作曲：I's CUBE／編曲：松村ゆうじ
    - 映画『アニと僕の夫婦喧嘩』主題歌
- 白い月（2009年7月22日発売。PCCA-02937）
  1. 白い月
    - 作詞：前田たかひろ／作曲：浅野実希／編曲：O-live

  2. ひかりさすみち
    - 作詞・作曲：川村結花／編曲：O-live

  3. 潮風と木枯らし
    - 作詞・作曲・編曲：O-live
    - テレビ朝日「ちい散歩」エンディングテーマ（4〜6月）
- ルナ・レガーロ 〜月からの贈り物〜（2010年3月17日発売。PCCA-03097（DVD付（DVDは、あさなゆうな、太陽とかくれんぼ、皆既日食 in 奄美2009（ドキュメンタリー））、PCCA-03098）
  1. ルナ・レガーロ 〜月からの贈り物〜
    - 作詞：川村結花／作曲・編曲：武部聡志
    - エンタテインメント&レストラン「ダイワハウス ルナ・レガーロ 〜月からの贈り物〜」イメージソング

  2. リリー
    - 作詞・作曲・編曲：O-live

  3. きみのために
    - 作詞・作曲・編曲：O-live
- 童神 〜私の宝物〜（2010年4月14日発売。PCCA-70279）
  1. 童神 〜私の宝物〜
    - 作詞：古謝美佐子／作曲：佐原一哉／編曲：Sin
    - NHK『ドラマ10・八日目の蝉』主題歌

  2. 星の咲く路
    - 作詞：MAKI、村井大／作曲・編曲：安岡洋一郎
- 兆し（2011年9月7日発売。PCCA-03462）
  1. 兆し
    - 作詞：一青窈／作曲・編曲：武部聡志

  2. ずっとずっと
    - 作詞・作曲：望月衛介／編曲：岡田光司
    - ACジャパン「国境なき医師団」支援キャンペーンCMソング

  3. 十六夜
    - 作詞：Mari-Joe／作曲：浅野実希／編曲：安岡洋一郎

  4. 兆し（カラオケ）
  5. ずっとずっと（カラオケ）
- アイツムギ／幸せの種（2012年6月20日発売。 PCCA-70338）
  1. アイツムギ
    - 作詞・作曲：川村結花／編曲：上杉洋史
    - SEVEN&i HOLDINDGS CMソング

  2. 幸せの種
    - 作詞：Mari-Joe／作曲・編曲：安岡洋一郎
    - BS朝日『市長はムコ殿』主題歌

  3. アイツムギ（カラオケ）
  4. 幸せの種（カラオケ）
- 夢待列車（2013年3月6日発売。通常盤 PCCA-70363／DVD付 PCCA-03800の2種）
  1. 夢待列車
    - 作詞・作曲：川村結花／編曲：沢田完

  2. 夢待列車（NHK『みんなのうた』バージョン。合唱：ひばり児童合唱団）
    - NHK『みんなのうた』（2013年2 - 3月放送）。アニメーション：胡ゆぇんゆぇん

  3. 夢待列車（カラオケ）
- チョネジア 〜天崖至睋[注釈 10]〜（2013年11月20日発売。PCCA-03938）
  1. チョネジア 〜天崖至睋[注釈 10]〜
    - 作詞：松井五郎／作曲：イム・セヒョン／編曲：馬飼野康二
    - 韓国MBC・NHK連続ドラマ『トンイ』挿入歌の日本語カバー。有線リクエストランキング最高3位

  2. アンマ
    - 作詞：山田ひろし／作曲：松本俊明／編曲：ただすけ
    - BS朝日『にほん風景物語』エンディングテーマ

  3. 小夜啼鳥
    - 作詞：夏蓮／作曲：川浦正大／編曲：久保田邦夫

  4. チョネジア 〜天崖至睋[注釈 10]〜（カラオケ）
- ただ一つ（2014年11月19日発売。PCCA-04124）
  1. ただ一つ
    - 作詞：松井五郎／作曲：パク・ソンイル／編曲：馬飼野康二
    - 韓国MBC・NHK連続ドラマ『馬医』エンディングテーマ「ただひとつの」の日本語カバー

  2. 悲しくても
    - 作詞：松井五郎／作曲：イ・サンジュン、チャ・ギルワン／編曲：馬飼野康二
    - 韓国MBC・NHK連続ドラマ『馬医』挿入歌「悲しくてつらくても」の日本語カバー

  3. いのちの橋
    - 作詞：松井五郎／作曲：キム・ジュンソク、チョン・セリン／編曲：馬飼野康二
    - 韓国MBC・NHK連続ドラマ『馬医』テーマ曲「馬医 ペク・クァンヒョン」の日本語カバー。パーカッション：スティーヴ エトウ

  4. ただ一つ（カラオケ）
  5. 悲しくても（カラオケ）
  6. いのちの橋（カラオケ）
- あなたに逢えてよかった（2017年7月19日発売。PCCA-04554）
  1. あなたに逢えてよかった
    - 作詞：松井五郎／作曲：マシコタツロウ／編曲：武部聡志

  2. 未完成の世界
    - 作詞・作曲：池田綾子／編曲：水島康貴
    - テレビ朝日系列「じゅん散歩」2017年6月・7月度エンディングテーマ

  3. 会いたい
    - 作詞：沢ちひろ／作曲：財津和夫／編曲：ただすけ

  4. あなたに逢えてよかった（カラオケ）
  5. 未完成の世界（カラオケ）
- 西郷どん紀行 〜奄美大島・沖永良部島編〜（2018年6月20日発売。PCCA-04693）（大河ドラマ『西郷どん』劇中歌、大河紀行）
  1. 西郷どん紀行 〜奄美大島・沖永良部島編〜
    - 作詞：城南海、方言訳協力：平久美／作曲：富貴晴美／ピアノ：山下洋輔

  2. 愛加那
    - 作詞：城南海、方言訳協力：平久美／作曲・編曲：富貴晴美

  3. 愛、奏でて
    - 作詞：城南海、方言訳協力：平久美／作曲：富貴晴美／三味線：城南海
    - 「愛加那」の三味線弾き語りバージョン

### 配信シングル
- 柔らかな檻（2023年7月19日）
  1. 柔らかな檻
    - 作詞：山田ひろし、作曲：松本俊明、編曲：松岡モトキ・きなみうみ
- あなたへ（2023年9月20日）
  1. あなたへ
    - 作詞：山田ひろし、作曲：松本俊明、編曲：松岡モトキ・きなみうみ
- 愛の名前」（2023年12月13日）
  1. 愛の名前
    - 作詞：山田ひろし、作曲：島袋優、編曲：松岡モトキ・きなみうみ

### 参加作品
- LGYankees『MADE IN LGYankees』（2009年9月16日発売。DVD付き QWCH-10009、通常盤 QWCH-10010）
  - M-12「Message feat.城南海」
  - テレビ朝日系「地球号食堂〜エコめし宣言」エンディングテーマ曲
- RYUKYUDISKO『pleasure』（2009年9月23日発売。DVD付き KSCL1473、通常盤 KSCL1475）
  - M-1「MOTHER feat.城南海」
- おいしいうたファミリー[注釈 11]『すごくおいしいうた[注釈 12]』（2010年1月20日発売）
  - M-13「明日の空」
- 濱田貴司『NHK・BS時代劇「薄桜記」オリジナル・サウンドトラック』（2012年8月22日発売。PCCR-09547）
  - Bonus Track 主題歌「Silence」（作詞・作曲：河野丈洋）
- ガスト『Ciel nosurge[注釈 13] Genometric Concert Vol.1 〜契絆ノ詩〜』 （2013年2月27日発売。GUSTCD-11006）
  - Track 3「天地咆吼」（作詞・作曲・編曲：志方あきこ）
- ガスト『Ciel nosurge Genometric Concert Vol.2 〜想界の詩〜』（2013年8月21日発売。GUSTCD-11007）
  - Track 1「美し世界」（作詞：高橋麗子、作曲・編曲：弘田佳孝）
- LGYankees『LGYankees with Friends』（2016年2月10日発売。CRCP-40443（DVD付）、CRCP-40444）
  - M-7「届かない Missin' You with 城南海」
- テレビ東京系「THEカラオケ★バトル」BEST ALBUM（2016年12月21日発売。PCCA.04463）[83]
  - M-1「Over and Over 〜夢は終わらない」（K★Bオールスターズ）
  - M-2「月のしずく」（RUI(柴咲コウ)のカヴァー。）
  - M-10「いつもそばに歌がある」（翠千賀、RiRiKA、城南海）
- テレビ東京系『THEカラオケ★バトル BEST ALBUM II』（2017年8月2日発売。PCCA.04545）[84]
  - M-4「友達の詩」（中村中のカヴァー。）
  - M-9「Over and Over ~夢は終わらない (合唱Ver.)」K★Bオールスターズ（城南海、RiRiKA、翠千賀、宮本美季、堀優衣、佐々木麻衣、佐久間彩加、鈴木杏奈、竹野留里）
- 「懐かしい未来へ」2018年10月28日発売　奄美大島 唄島プロジェクト
  - 元ちとせ、中孝介、カサリンチュ、我那覇美奈他
- ムーランオリジナル・サウンドトラック(日本盤)（2020年9月11日発売　ウォルト・ディズニーレコード UWCD-1093）
  - M-20 Reflection2020　歌:クリスティーナ・アギレラ
  - M-21 リフレクション(中国語)　歌:リウ・イーフェイ
  - M-22リフレクション　歌・日本語訳詞:城南海 - 日本盤ボーナストラック
- 『アルティメット・プリンセス・セレブレーション・アルバム』（2021年8月4日発売 ユニバーサルミュージック UWCD-1105）[85]
  - M-7リフレクション 〔実写版 『ムーラン』〕 - 城 南海

### その他
- 『はじまりの日』（2011年12月22日動画公開）
  - 株式会社インテリジェンス（2017年6月からパーソルキャリア株式会社）が運営する転職サービスのデューダが手掛けるキャンペーン「私が仕事で泣いたあの時」とのタイアップ、DODAとのコラボレーションで生まれた動画（2010年10月の、「DODA」ホームページのリニューアルを記念して開催されたもの）
  - 動画は、城南海YouTube公式ページで公開されている。[86]
- 【ウタアシビ2018夏・会場限定販売、その後「城南海オフィシャルサイト」にて通信販売】城 南海／ミュージッククリップ集『城 南海 Music Clip Collection』
  - 品番：BRBP-00077
  - 収録楽曲：
  - ＜DVD＞
    1. アイツムギ
    2. 誰カノタメニ
    3. 白い月
    4. 太陽とかくれんぼ
    5. ルナ・レガーロ 〜月からの贈り物〜
    6. 夢の地図
    7. 童神 〜私の宝物〜
    8. ずっとずっと
    9. 兆し
    10. アイツムギ (2012version)
    11. チョネジア 〜天崖至目我〜
    12. ただ一つ
    13. 月と月
    14. 晩秋
    15. あなたに逢えてよかった

  - -Bonus（※NHK「みんなのうた」より）-
    1. あさな ゆうな
    2. 夢待列車

  - ＜CD＞
    1. ひとつになれたなら 作詞：城南海、作曲：城南海、編曲：堤博明
    2. ひとつになれたなら（カラオケ）
- “ツアー「ウタアシビ2018冬」会場販売作品（「城南海オフィシャルサイト」にて通信販売）” 城南海／「遠い約束」
  - 収録内容
  - ＜CD＞
    1. 「遠い約束」作詞・作曲：城南海　編曲：増本直樹
    2. 「一輪の花」作詞・作曲：城南海　編曲：増本直樹
    3. 「心の唄」作詞・作曲：城南海　編曲：増本直樹

  - ＜DVD＞
    1. 「遠い約束」メイキングドキュメンタリー
    2. 「満月の夕」（作詞：中川敬、作曲：中川敬・山口洋）スタジオライブver.
    3. スペシャルインタビュー
- 城南海デビュー10周年記念ベスト・アルバム「ウタツムギ」（2019年5月8日発売）
  - 収録内容
    - 初回限定盤[2CD+DVD+スペシャルミニフォトブック]規格品番：PCCA-04779
    - 通常盤[2CD]規格品番：PCCA-04780

  - 収録楽曲：
  - 【CD DISC.1】オリジナルベスト収録曲
    1. アイツムギ 〜10周年ver.〜（※新録）（1stシングル収録 ※7&iホールディングス企業CMソング）
    2. 誰カノタメニ（2ndシングル収録 ※東海テレビ・フジテレビ系連続ドラマ　『エゴイスト 〜egoist〜』主題歌）
    3. 白い月（3rdシングル収録 ※映画「月と嘘と殺人」の主題歌）
    4. 紅（1stアルバム「加那-イトシキヒトヨ-」収録）
    5. ルナ・レガーロ 〜月からの贈り物〜（4thシングル収録 ※「ダイワハウス ルナ・レガーロ 〜月からの贈り物〜」イメージソング）
    6. 童神 〜私の宝物〜（5thシングル収録 ※NHKドラマ「八日目の蝉」主題歌）
    7. 兆し（6thシングル収録）
    8. 夢待列車 （8thシングル収録 ※NHK「みんなのうた」）
    9. 祈りうた 〜トウトガナシ〜（3rdアルバム「尊々加那志 〜トウトガナシ〜」収録　※2014年12月〜2015年3月 NHK WORLD TV 「J-MELO」のエンディングテーマ）
    10. サンサーラ（3rdアルバム「尊々加那志 〜トウトガナシ〜」収録 ※フジテレビ系「ザ・ノンフィクション」エンディングテーマ）
    11. 月と月（3rdアルバム「尊々加那志 〜トウトガナシ〜」収録 ※テレビ東京系ドラマ「水曜ミステリー9」エンディングテーマ）
    12. アカツキ（3rdアルバム「尊々加那志 〜トウトガナシ〜」収録）
    13. いつか星になる（4thアルバム「月下美人」収録）
    14. あなたに逢えてよかった（11thシングル収録）
    15. サヨナラよりも伝えたかったこと（カバーアルバム「ユキマチヅキ」収録 ※BSジャパン「池波正太郎時代劇 光と影」主題歌）
    16. 西郷どん紀行 〜奄美大島・沖永良部島編〜（12thシングル収録 ※NHK大河紀行「西郷どん紀行 〜奄美大島・沖永良部島編〜」）

  - 【CD DISC.2】カバーベスト収録曲
    1. ハナミズキ（原曲：一青窈 2004年）
    2. 涙そうそう（原曲：BEGIN 2000年）
    3. サボテンの花（原曲：チューリップ 1975年）
    4. 少年時代（原曲：井上陽水 1990年）
    5. 会いたい（原曲：沢田知可子 1990年）
    6. 瞳をとじて（原曲：平井堅 2004年）
    7. Time goes by（原曲：Every Little Thing 1998年）
    8. 三日月（原曲：絢香 2006年）
    9. 流星群（原曲：鬼束ちひろ 2002年）
    10. 風になりたい（原曲：THE BOOM 1995年）
    11. ORION（原曲：中島美嘉 2008年）
    12. 糸（原曲：中島みゆき 1992年）
    13. 月のしずく（原曲：RUI　2003年）
    14. 友達の詩（原曲：中村中 2005年）
    15. 花 〜すべての人の心に花を〜（※新録）（原曲：喜納昌吉&チャンプルーズ 1980年）

  - 【DVD（※初回盤のみ）】城 南海 10周年記念ふるさとコンサート映像＠奄美文化センター[2019.1.27]
    1. 愛加那
    2. 西郷どん紀行 〜奄美大島・沖永良部島編〜
    3. あさなゆうな
    4. 白い月
    5. 遠い約束
    6. 祈りうた 〜トウトガナシ〜
    7. 夢待列車
    8. アカツキ
    9. アイツムギ
    10. あなたに逢えてよかった
    11. 六調

  - 【スペシャルフォトブック（※初回盤のみ）】“城 南海 10周年記念ふるさとコンサート”ミニフォトブック

### 映像ソフト
- 城南海ウタアシビ10周年記念コンサート＠渋谷Bunkamuraオーチャードホール[2019.11.8]（2020年7月29日、規格品番：PCBP-54272） - dvd。

初回限定盤のみウラアシビ東京ライブ@cotton club Tokyo[2019.7.23]ライブCD付2枚組

## 出演

### ラジオ
- ミュージックデリバリー 城南海のMUSIC AIRPORT（2017年4月 - 、レインボータウンFM[注釈 5]）
- アイランドホームpresents♪ 城南海のAiRadio!（2017年4月 - 、エフエム鹿児島[注釈 8]）